# Rómulo Méndez
Rómulo Méndez Molina (Cobán (Alto Verapaz), 1938. december 21. – 2022. január 6.) guatemalai nemzetközi labdarúgó-játékvezető. Polgári foglalkozása testnevelő tanár.

## Pályafutása

### Nemzeti játékvezetés
A küldési gyakorlat szerint rendszeres partbírói tevékenységet is végzett. 1970-ben lett az I. Liga játékvezetője. A nemzeti játékvezetéstől 1986-ban vonult vissza.

### Nemzetközi játékvezetés
A Guatemalai labdarúgó-szövetség Játékvezető Bizottsága (JB) terjesztette fel nemzetközi játékvezetőnek, a Nemzetközi Labdarúgó-szövetség (FIFA) 1975-től tartotta nyilván bírói keretében. A FIFA JB központi nyelvei közül a spanyolt beszéli. Több nemzetek közötti válogatott és klubmérkőzést vezetett, vagy működő társának partbíróként segített. A guatemalai nemzetközi játékvezetők rangsorában, a világbajnokság sorrendjében a 2. helyet foglalja el 2 találkozó szolgálatával. Az aktív nemzetközi játékvezetéstől 1986-ban búcsúzott.

#### Labdarúgó-világbajnokság

##### U20-as labdarúgó-világbajnokság
Ausztrália rendezte a 3., az 1981-es ifjúsági labdarúgó-világbajnokságot, ahol a FIFA JB bírói szolgálatra alkalmazta.

###### 1981-es ifjúsági labdarúgó-világbajnokság
| Időpont          | Helyszín                    | Mérkőzés típusa           | Mérkőzés      | Eredmény | Nézők száma |
| ---------------- | --------------------------- | ------------------------- | ------------- | -------- | ----------- |
| 1981. október 6. | Hindmarsh Stadion, Adelaide | előselejtező (C. csoport) | NSZK–Egyiptom | 1 – 2    | 14 120      |

---
A világbajnoki döntőkhöz vezető úton Spanyolországba a XII., az 1982-es labdarúgó-világbajnokságra és Mexikóba a XIII., az 1986-os labdarúgó-világbajnokságra a FIFA JB játékvezetőként alkalmazta. Selejtező mérkőzéseket a CONCACAF zónákban vezetett. A FIFA JB elvárása szerint, ha nem vezetett, akkor partbíróként tevékenykedett. 1982-ben két csoportmérkőzés közül az egyiken egyes számú besorolást kapott, játékvezetői sérülés esetén továbbvezethette volna a találkozót. 1986-ban két csoportmérkőzésen és az egyik nyolcaddöntőn 2. számú besorolást kapott. Az egyik elődöntőben egyes pozícióban végezte szolgálatát. Érdekes, hogy a két alkalommal az egyik csapat Algéria válogatottja volt. Világbajnokságon vezetett mérkőzéseinek száma: 2 + 6 (partjelző).

##### 1978-as labdarúgó-világbajnokság

###### Selejtező mérkőzés
| Időpont           | Helyszín                      | Mérkőzés típusa                          | Mérkőzés            | Eredmény |
| ----------------- | ----------------------------- | ---------------------------------------- | ------------------- | -------- |
| 1976. december 1. | Nemzeti Stadion, San Salvador | előselejtező (központi amerikai csoport) | Salvador–Costa Rica | 1 – 1    |

##### 1982-es labdarúgó-világbajnokság

###### Selejtező mérkőzés
| Időpont           | Helyszín                                    | Mérkőzés típusa                       | Mérkőzés       | Eredmény |
| ----------------- | ------------------------------------------- | ------------------------------------- | -------------- | -------- |
| 1980. november 1. | Központi Stadion, Vancouver                 | előselejtező (észak-amerikai csoport) | Kanada–Amerika | 2 – 1    |
| 1981. november 1. | Tiburcio Carías Andino Stadion, Tegucigalpa | előselejtező (döntő csoport)          | Mexikó–Kuba    | 4 – 0    |

###### Világbajnoki mérkőzés
| Időpont          | Helyszín                        | Mérkőzés típusa              | Mérkőzés      | Eredmény | Nézők száma |
| ---------------- | ------------------------------- | ---------------------------- | ------------- | -------- | ----------- |
| 1982. június 24. | Carlos Tartiere Stadion, Oviedo | csoportmérkőzés (2. csoport) | Algéria–Chile | 3 – 2    | 16 000      |

##### 1986-os labdarúgó-világbajnokság

###### Selejtező mérkőzés
| Időpont              | Helyszín                                 | Mérkőzés típusa                       | Mérkőzés                      | Eredmény | Nézők száma |
| -------------------- | ---------------------------------------- | ------------------------------------- | ----------------------------- | -------- | ----------- |
| 1984. július 29.     | Nemzeti Stadion, San Salvador            | előselejtező (első forduló)           | Salvador–Puerto Rico          | 5 – 0    |             |
| 1985. április 28.    | Központi Stadion, San José de Costa Rica | előselejtező (2. forduló; 3. csoport) | Costa Rica–Trinidad és Tobago | 1 – 1    |             |
| 1985. szeptember 14. | King George V Park Stadion, St. John’s   | előselejtező (döntő csoport)          | Kanada–Honduras               | 2 – 1    | 13 000      |

###### Világbajnoki mérkőzés
| Időpont         | Helyszín                     | Mérkőzés típusa              | Mérkőzés         | Eredmény | Nézők száma |
| --------------- | ---------------------------- | ---------------------------- | ---------------- | -------- | ----------- |
| 1986. június 6. | Estadio Jalisco, Guadalajara | csoportmérkőzés (D. csoport) | Brazília–Algéria | 1 – 0    | 48 000      |